# 壓力輔導組
壓力輔導組（英文：Stress Counselling Team，縮寫：SCT）於2009年成立，隸屬於香港消防處，其主要責任為幫助在行動後需要輔導或者承受壓力的消防處人員提供心理輔導。

## 組織
壓力輔導組由臨床心理學家和來自消防處各部門的人員所組成，共6組，後者義務擔任夥伴輔導員，利用公餘時間，提供24小時心理輔導服務。。
壓力輔導組組員一般以單對單會面的形式為到求助人員輔導；於大型事故發生後，壓力輔導組則會按照需要，以小組形式為曾經參與行動的人員輔導，以減輕該事件對人員的心理影響。

## 歷史
2011年3月，2011年日本東北地方太平洋近海地震發生後，6名壓力輔導組組員獲委派至日本為淪留在當地的香港人提供壓力輔導服務。
2011年8月，壓力輔導組聘請了駐守的臨床心理學家，為有需要的人員提供專業心理輔導服務。。同年11月16日，位於九龍塘的消防處心理健康中心啟用，為人員提供一個私穩度比較高及舒適的環境作為個別臨床心理咨詢用途。
小組成立至2012年，共處理逾137宗個案，當中70%來自前線消防人員和救護人員，其餘為控制室職員及文職人員等。

## 訓練
壓力輔導組組員均完成由香港中文大學舉辦的心理與輔導技巧基礎訓練，並且接受過有關危機事故壓力管理的訓練，獲得美國馬里蘭大學頒授證書。

## 相關參見
- 香港警務處心理服務課